# Nesotragus batesi
O antílope-anão (Nesotragus batesi), também conhecido como antílope-pigmeu, antílope-pigmeu-de-bates ou antílope-anão-de-bates, é uma pequena espécie de antílope que habita as florestas úmidas da África Central e Ocidental. É do mesmo gênero do suni (Nesotragus moschatus).